# Policía Nacional de Timor Oriental
La Policía Nacional de Timor Oriental (en portugués: Polícia Nacional de Timor-Leste; en tetun: Polísia Nasionál Timór Lorosa'e) es la fuerza de policía nacional del país asiático de Timor Oriental, tiene su sede en la capital, la ciudad de Dili.
La Policía Nacional se estableció en mayo de 2002 por las Naciones Unidas, antes de la aprobación soberanía al nuevo estado, con el mandato de garantizar la seguridad y mantener el orden público en todo el país, y para permitir el rápido desarrollo de una policía confiable, profesional e imparcial. Las campañas de reclutamiento se llevaron a cabo a principios de 2000, y la formación básica se inició el 27 de marzo de 2000, bajo los auspicios de la Administración Provisional de las Naciones Unidas en Timor Oriental (UNTAET). El 10 de agosto de 2001, el Servicio de Policía de Timor Oriental se estableció oficialmente, en colaboración con la Policía Civil de las Naciones Unidas. Más tarde cambió su nombre por el Servicio de Policía de Timor-Leste, para finalmente adoptar su título actual de la Policía Nacional de Timor-Leste.
No fue sino hasta la independencia, el 20 de mayo de 2002, que se firmó un acuerdo que establece los términos y el calendario para la entrega de los deberes policiales completas de la Policía Civil a la Policía Nacional. La Policía Nacional, finalmente, asumió la responsabilidad de todo el país el 10 de diciembre de 2003.